# Гаjагеум
Гаjагеум или кајагум је традиционална корејска цитра са 12 жица, мада неке новије варијанте имају 18, 21 или 25 жица. То је вероватно најпознатији традиционални корејски музички инструмент. Потиче од кинеског гузхенг-а и повезан је са другим азијским инструментима, укључујући јапански кото, монголску јатгу, вијетнамски дан транх, сундански кацапи и казахстански јетиген.

## Историја

### Пунгриу гајагеум (беопгеум, јеонгак гајагеум)
Према Самгуксаги (1145), историји Три краљевства Кореје, гајагеум је створио око шестог века у конфедерацији Гаја краљ Гасил (познат и као Хаџи од Даегаје) након што је посматрао стари кинески инструмент. Наредио је музичару по имену Ву Рук да компонује музику која се може свирати на инструменту. Првобитно име је било гајаго (или гајатго), а касније гајагеум. Гајагеум је затим додатно побољшао Ву Рук током владавине Јинхеунга у династији Шила. Древни гајагеум краља Гасила називан је неколико имена, укључујући беопгеум (закон цитра, 법금), пунгниу (елеганција, 풍류) или јеонг-ак (права музика, 정악) гајагеум. Обично се повезује са пратњом за дворску музику, камерну музику и лирске песме. Овај тип гајагеума има шири размак између жица и свира музику споријег темпа као што су Иеонгсан хоесанг и Мит-додури.

### Сањо гајагеум
Верује се да је сањо гајагеум еволуирао у 19. веку са појавом сањо музике, буквално преведено у "разбацане мелодије", музички облик који укључује брз темпо и неку импровизацију. Верзија инструмента сањо гајагеум има ближи размак жица и краћу дужину како би музичари могли да свирају брже пасусе потребне за сањо. Сањо гајагеум је сада најраспрострањенији облик гајагеума. Сви традиционални гајагеуми користе свилене жице, мада од касног 20. века неки музичари користе најлон.

### Модерни гајагеум
Модерне верзије гајагеума са више жица често користе челичне жице умотане у најлон, сличне онима које се користе за кинески гузхенг. Мешане жице су такође уведене да би произвеле гласнији звук, који је пожељнији за пратњу плеса. За свирање модерне музике развијен је гајагеум са већим бројем жица, чиме се повећава опсег инструмента. Гајагеум је доступан са 13, 17, 18, 21, 22 или 25 жица, иако су инструменти са више жица доступни по мери. Гајагеум са 21 жицом се обично налази у Северној Кореји.

## Методе свирања
Гајагеум се традиционално свира када се седи на поду са прекрштеним ногама, глава инструмента ослоњена на десно колено, а реп ослоњен на под. Када се игра док се седи на столици или столичици, задњи крај се обично поставља на посебан сталак на расклапање, сличан камп столици или другој столици/столичици. За модерни гајагеум, они се могу поставити на посебан сталак са свирачем који седи на столици иза инструмента. Севернокорејци обично играју док седе на столици, али не користе стајање на репу. Уместо тога, гајагеум има одвојиве ноге које су причвршћене на крај да би се реп подигао довољно високо.
Гајагеум се свира и десном и левом руком. Десна рука чупа и помера жице близу моста гајагеума, док лева рука гура жице на левој страни мостова да би подигла висину тона и додаје вибрато и друге украсе.

## Подешавања и режими
Гајагеум се може подесити на различите тонове у зависности од употребе, иако не постоји стандард о томе које тачно тонове треба да буду подешени. То укључује:
- E♭, F, A♭, B♭, E♭, F, A♭, B♭, c, e♭, f, a♭
- E♭, F, A♭, B♭, E♭, E♭, A♭, B♭, d♭, e♭, f, a♭
- E♭, A♭, B♭, E♭, F, A♭, B♭, c, e♭, f, a♭, b♭
- G, C, D, G, A, C, D, E, G, A, c, d

Међутим, када је наведено у нотацији особља, серија висине тона се обично транспонује на следећи начин, без обзира на стварне висине подешене на жицама:
- D, G, A, D, E, G, A, B, d, e, g, a

Ово је да би се избегло пребацивање између баса и високих тонова како би се олакшало читање музике.
Традиционално се користе три режима:
- 羽調 (우조): G кључ
- 平調 (평조): C кључ
- 界面調 (계면조): B♭ кључ

## Димензије
Беобгеум гајагеум је дугачак 160 цм, широк 30 цм и дубок 10 цм. Његово тело је направљено од једног комада дрвета пауловније. Резонаторска комора је издубљена из комада пауловније.
Сањо гајагеум је дугачак око 142 цм, широк 23 цм и дубок 10 цм. Звучна плоча је направљена од пауловније, али су странице и полеђина од тврђег дрвета попут кестена или ораха.
На звучној плочи, ањок (покретни мостови) подржавају жице. Ови мостови се померају да би подесили штимовање и интонацију. Жице улазе у врх тела од толгвае-а (жичаних клинова) испод. На другом крају, жице се вијугају око петљи на крајевима дебелих конопца, које пролазе преко матице, затим провлаче кроз рупе на дну инструмента и причвршћују, а затим се сви конопци везују у украсни калем.
Лева рука притиска жице да подигне висину, а покрети прстију изводе различите покрете као што су дрхтање, савијање и вибрирање жица. Десна рука трпа или удара по струнама. Гајагеумов тон је мекан, деликатан и суптилан. Легенда каже да је инструмент први направио краљ Гасил у краљевству Каја око шестог века, а даље га је развио Уреук у време краља Џинхунга у династији Сила.
Међутим, према неким доказима, датира из много ранијег времена од династије Сила. Недавна археолошка ископавања у областима Квангсан у Јеола-намдо провинцији открила су фрагменте гајагеума из првог века пре нове ере.
Гајагеум се користи у различитим врстама музике, што доводи до варијација инструмента, укључујући следеће:
- Пунгриу гајагеум је оригинална форма, са шире распоређеним жицама за дела споријег темпа.
- Сањо гаиагеум је мања, модерна верзија са ближе распоређеним жицама за брзо свирање.
- Модерни гајагеум инструменти проширују тело и додају више жица како би повећали опсег висине тона да би се прилагодили савременој музици.

## Mузика

### Сањо и фолк
Шест или више школа гаиагеум сањо укључује школе Сеонг Геум Иеон, Ким Јук Па, Ким Иоон Деок, Канг Тае Хонг, Ким Биеонг Хо и Чои Ок Сам.

### Савремена
Композитори савремене музике стварају модерну музику за гајагеум. Хванг Бјунг Ки је компоновао „Шуму” као прво модерно гајагеум дело, Сунгчеон Ли је креирао гајагеум са 21 жицом и нове комаде. Беомхун Парк је компоновао гајагеум концерт „Нови Сањо” (새산조) за гајагеум са 25 жица, а композитори следеће генерације и западни музичари компонују модерну музику за њега.